# Manolo Bellon
Manuel Bellon Benkendoerfer (Bogotá, Colombia, 4 de marzo de 1949) es un escritor, locutor y presentador musical colombiano, 

## Biografía
Manolo Bellón nació el 4 de marzo de 1949 en Bogotá y es hijo de emigrados alemanes. Su padre Waldemar Bellon, quien nació en Stuttgart, Alemania, el 30 de abril de 1907 y falleció en Bogotá, Colombia, el 25 de octubre de 1962 se graduó de la Universidad de Tübingen, en Alemania como matemático, con quien se casó en Bogotá, Colombia, con Lisle Benkendörfer (Stuttgart, 3 de julio de 1911 - Bogotá, 13 de mayo de 1987), en octubre de 1938. Él se desempeñó como profesor y periodista, corresponsal de agencias internacionales y como escritor. Su madre fue una enfermera.
Manuel realizó sus estudios de básica primaria en los colegios Nueva Granada y Abraham Lincoln y se graduó del bachillerato en el Colegio Americano de Bogotá en noviembre de 1967.
En 1968 inició sus estudios de educación superior en veterinaria y zootecnia en la Universidad Nacional de Colombia y dos años después, en 1969,  alterno a su carrera universitaria, empezó su trayectoria en Radio 15, reconocida emisora juvenil de la época, perteneciente a la Cadena Caracol, colaborando en los programas disc jockey de los músicos Humberto Monroy (exintegrante del grupo de rock The Speakers y fundador del grupo folk/rock Génesis) y Edgar Restrepo Caro, también integrante de los 70 del grupo Génesis. Allí se abrió camino por sus conocimientos del inglés en el que venía mucha de la información sobre artistas y de los artistas y música de moda en la época.

## Trayectoria y Carrera profesional
Tres años después, debido en parte a los constantes cierres por huelgas, que se estaban dando en ese tiempo en la Universidad Nacional de Colombia, y por su indudable vocación hacia los micrófonos y la música, en 1972, Bellon desistió de sus estudios universitarios para dedicarse de lleno a la radio. Por sugerencia del director de la emisora Radio 15, Alfonso Lizarazo, adopta el nombre de Manolo con el cual se le conoce. Durante la década de los años 70, pasó por Emisoras El Dorado, de Julio Sánchez Vanegas (1974-1975); regresó a Caracol a la emisora Radio Visión que fue la sucesora de Radio 15 hasta 1977, cuando llegó a Radio Fantasía, de propiedad del publicista Álvaro Monroy Guzmán, dirigida por Osvaldo Kleinerman. En 1978 de nuevo regresó a Radio Visión como subdirector acompañando a Kleinerman y luego fue director de HHJZ, el nuevo nombre de la emisora hasta 1983. Hizo parte del equipo de disc jockeys de la emisora Súper Estéreo, luego conocida como 88.9 y la Súper Estación. En 1984 se fue a fundar Todelar Estéreo, estación de música rock, que hoy en día es conocida como La X. Entre 1985 y 1986 fue director y productor de varios programas musicales de la emisora cultural Musicar FM.
Entre 1975 y 1978, Manolo de manera paralela a su actividad radial, se vincula con Discos Philips, como jefe de repertorio rock y pop internacional. En ese tiempo fue responsable del lanzamiento de éxitos fonográficos como Barry White y Bee Gees, y la banda sonora de Fiebre de Sábado en la Noche, uno de sus lanzamientos más exitosos. Desde el año 1978 hasta 1986, trabajó como comentarista musical para el periódico El Tiempo y sus revistas adscritas; entre 1985 y 1986, ejerció como editor de las páginas de cultura y espectáculos de este mismo diario. Sus escritos han sido también publicados en otros medios impresos como El Espectador, El Heraldo, El Colombiano, El País y revistas como Billboard y Billboard en español, Diners, Credencial, Semana, Cromos, etc. En 1986 retornó a Caracol Estéreo, donde creó el programa Surcos del Pop que estuvo al aire hasta diciembre de 2010, uno de los programas musicales de más larga vida en la radio. Asumió la dirección de la emisora en 1998 hasta 2003, cuando a ser W Radio. Siguió como locutor y productor de programas disc-jockey con contenidos de música rock/pop tanto en español como en inglés, entre esos están ‘Surcos del Pop’,‘Flashback’ y La Hora del Regreso, que gozaban de amplia sintonía y que estuvieron al aire hasta que Bellon se pensionó a finales del año 2010. Entre 2005 y 2010 colaboró como comentarista musical del exitoso programa La Luciérnaga, de Caracol Radio y participó en programas como Sábado Nuestro y con producciones especiales de Navidad, Semana Santa, y las coproducciones con la emisora de música culta HJCK: radionovelas sobre las vidas de Mozart, Beethoven, Vivaldi y Bach, que dirigió y produjo, además de aportar su voz a algunos, como el de Beethoven en el que interpretó al protagonista. Su destacado trabajo a través de dichos programas por casi 25 años, lo ha llevado a ser considerado como "el disc jockey de todos los tiempos".
En los años 80, estuvo vinculado al mundo de la publicidad. Entre 1982 y 1984 trabajó con la agencia Toro Publicidad como ejecutivo de cuentas y entre 1985 y 1986 ocupó el mismo cargo en Esfera Publicidad. Su voz apareció en numerosas campañas de publicidad de productos como bancos (Granahorrar, Banco de Bogotá), supermercados Carulla, Coca-Cola, conciertos, lanzamientos de discos, entre otros. 
Su trabajo se extiende incluso al ámbito académico como conferencista en colegios, universidades y entidades públicas y privadas, sobre temas relacionados con la radio, creatividad, producción e historia de la música especialmente rock y pop; y como docente de la Facultad de Filosofía y Letras de Universidad de La Salle de Bogotá, donde dictó clases de historia del rock y pop en el 2005, año en el que paralelamente estuvo a cargo de dirigir y producir el proyecto “Vive la Vida, Vive la Historia, un CD doble, que recopilaba noticias e información de los archivos de audio de Caracol Radio y fue lanzado para la apertura de la nueva sede de la cadena en la calle 67 de Bogotá.
Manolo Bellon también se ha desenvuelto en el medio de la televisión, como periodista de temas de cultura y del espectáculo para varios noticieros como 7 Días en el Mundo, TV Mundo y CM&, de igual forma ha sido presentador de programas musicales en este mismo medio, como Baila de Rumba, Video Música, y Telediscoteca, además ha participado en transmisiones especiales de eventos relacionados con el mundo de la música, entre ellos la del concierto del ex-beatle Paul McCartney realizado en Bogotá el 19 de abril de 2012, transmitido por Canal Capital.
Desde octubre de 2024, realiza programas para Radiónica, frecuencia radial de la empresa de medios públicos, RTVC. "Especiales Radiónica con Manolo Bellon" se emite los sábados de 2 a 4 de la tarde y presenta álbumes completos, generalmente dos, de los géneros rock, pop, jazz y country, comentando cada canción, agregando contexto histórico. Una vez por semana hace un comentario para el tik tok de Radiónica bajo el título de "Datos a la Mano-lo". 

## Reconocimientos
Su gusto y su pasión por la música, especialmente por The Beatles le ha llevado a ser el único colombiano que sin haber tenido participación en una grabación, ha recibido un disco de oro por parte de EMI Music, esto fue por la difusión de The Beatles One, el álbum que recopilaba 27 de las canciones de esta agrupación británica que alcanzaron los primeros lugares de las listas en Estados Unidos e Inglaterra. Este premio fue entregadola em por una serie de 99 programas de una hora realizados entre 1999 y 2001, denominada “Beatles por Siempre”, que se emitió por Caracol Estéreo.
En noviembre de 2011 recibió el reconocimiento como "Mejor Melómano" de Colombia de la revista Gacetas.
En mayo de 2013, la radio nacional de Colombia en el marco de su exposición "Voces De Radio", le entregó el reconocimiento como "Voz Emblemática de la Radio".
En abril de 2017, fue homenajeado con un placa conmemorativa con motivo de los 148 años de la fundación del Colegio Americano y los 50 años de su grado como bachiller.
El 28 de noviembre, en ceremonia realizada en Casa Francisco de Paula Santander de Bogotá, recibió de la Sociedad Colombiana de Prensa, el premio Alfonso López Michelesen como reconocimiento a sus 50 años de actividad profesional.

## Obras
En su faceta como escritor, Manolo Bellon ha sido autor de importantes obras con temáticas directamente relacionados con artistas y géneros musicales contemporáneos como el rock y el pop:

### The Beatles: La Historia  (2003)
En ésta, su ópera prima como escritor publicada a través de Intermedio Editores, se narran los inicios, la evolución y el fin de esta banda inglesa y la vida sus integrantes, también conocidos como los fabulosos cuatro - “fabfour”,  John Lennon, Paul McCartney, George Harrison y Ringo Starr. El principal recurso para la escritura de este libro, que fue un éxito en ventas, figuró en una colección de recortes que su autor comenzó a reunir desde que era un adolescente.

### El ABC del Rock (2007)
Esta segunda obra, publicada bajo el sello Taurus de la editorial Santillana, consta de tres ediciones: la primera que corresponde a la que fue lanzada en septiembre de 2007, la segunda en mayo de 2009 y la tercera en septiembre de 2010. Es un libro que abarca todo un conocimiento universal acerca de los hechos más relevantes de la historia del rock, que tuvieron lugar en el transcurso de 90 años, en América y en Europa. De esta manera el autor, a modo de autobiografía, recrea mediante fotografías y anécdotas cada uno de los sucesos (de los que él mismo fue testigo) que marcaron el rumbo de este género.

### Surcos del Pop (2011)
Inspirado en uno de los programas más memorables que dirigió y produjo en su paso por la radio, Bellon ofrece al lector un breve y entretenido recorrido por el pasado y el presente de la música contemporánea a lo largo de 154 páginas, en las que brinda detalles, curiosidades y datos de interés acerca de la historia del rock y el pop mundial, acompañados de fotografías a todo color de los distintos artistas los que hace referencia en su obra.
The Beatles - La Historia (2017)
En agosto la editorial Penguin / Random House, lanzó su cuarto libro, el exitoso The Beatles - La Historia, que no es una nueva edición del publicado en 2003, sino un libro totalmente reescrito, aumentado y corregido. El texto que actualiza la biografía del grupo y sus integrantes a  junio de 2017, incluye una discografía comentada y actualizada a mayo de 2017, con el lanzamiento de la edición 50 años del álbum Sgt. Pepper's Lonely Hearts Club Band. Según el diario El Tiempo de Bogotá, el libro ocupa el segundo lugar en ventas en el Colombia entre los títulos de no ficción. 
```
Conspiraciones, mitos y leyendas en la historia de la música
```

En la Feria del Libro de Bogotá (Filbo) en abril de 2024 presentó su nuevo libro, siendo uno de los más vendidos en el stand de Editorial Penguin / Random House. Menos de un mes después de su lanzamiento se hizo una segunda impresión. 

## Ocupación actual
Luego de su jubilación en diciembre de 2010, sumando 41 años de trayectoria profesional en la radio musical, en enero de 2011, abrió su propio espacio en la web, http://www.surcosdelpop.com/ que el día de su lanzamiento completó tres mil visitas. En ésta página, se puede encontrar un blog donde Manolo consigna sus opiniones acerca de distintos temas relacionados con música,  efemérides sobre artistas y hechos que marcaron historia en este tema. El sitio es además una emisora virtual que transmite música de los 50, 60, 70, 80, 90 y del nuevo milenio en una línea rock/pop adulta contemporánea. Bellon realiza el programa Desde El Estudio De Manolo todos los viernes de 10am a 12pm del día y los lunes Flashback de 8pm  a 10pm. También puede hallar parte de la historia de Bellón y su trayectoria junto a galerías de fotos de su archivo personal y recomendados musicales.
Por otro lado en junio de ese mismo año, fundó con Martha Rocío Castro la Escuela de Música Manolo Bellon, la cual dirige actualmente y está ubicada en la ciudad de Bogotá. Allí se trabaja con los niños para desarrollar habilidades y talentos desde edades tempranas, a través de la música con clases personalizadas y grupales en los diferentes instrumentos clásicos y alternativos.
Al tiempo creó con su socia en la Escuela, la Fundación Buscando Las Estrellas, que busca forma a niños de escasos recursos en la música, partiendo de la premisa de que la música hacer mejor seres humanos, transforma vidas y abre ventanas a un futuro mejor.
Tanto la Escuela como la Fundación se cerraron en julio de 2016.
Manolo Bellon en junio de 2016 produjo con el discjockey y personalidad radial Alejandro Marín cinco pódcast, Manolo y Marín que se publicaron en spreaker.com y itunes.com. 
En 2016 en Bluradio.com se emitieron doce pódcast sobre temas musicales bajo el nombre de surcosdelpodcast.
Desde mayo de 2017 realizó una primera serie de pódcast Tiempo Libre con el periodista Eduardo Arias Villa, que aparecen en la plataforma de www.akordfd.com. Los 29 capítulos incluyen charlas sobre cómo escucharon música cuando eran jóvenes: sobre el álbum Joshua Tree de U2 en los 30 años de su lanzamiento y en vísperas del concierto del grupo en Bogotá; 40 años del álbum Rumours de Fleetwood Mac, famosos guitarristas no tan famosos, grandes voces femeninas del rock, Rock al Parque con entrevista su primer director Daniel Casas, charla con el música, compositor y productor Eduardo Cabas, con el guitarrista Alejo Restrepo y sobre el llamado Club de los 27, mitos urbanos en la música y varios temas más.
Desde febrero de 2019 hasta enero de 2020 los pódcast con Eduardo Arias, migran a la plataforma de semana.com, con el nombre de Café Musicast y se suben a las plataformas generalmente todos los viernes en la tarde. Desde esa fecha realiza facebook live e instagram live con biografías de artistas rock y pop, o temáticos los sábados. Durante el comienzo de las cuarentenas estos espacios se ampliaron a los días martes y jueves. Con Eduardo Arias sigue realizando pódcast en la plataforma IGTV de Instagram.
En febrero de 2020 fue parte del jurado del exitoso programa Canta Conmigo del canal Caracol Televisión, grabado en Sao Paulo, Brasil.
En el 2024 sigue haciendo sus face book e instagram live los sábados a las 11 de la mañana (COT). 

## Citas y referencias
1. 1 2 3 4 5 6 7  «http://www.manolobellon.co/». Archivado desde el original el 2 de junio de 2012. Consultado el 2 de mayo de 2012.
2. 1 2  «http://www.conexioncolombia.com/en-que-anda-manolo-bellon». Archivado desde el original el 3 de agosto de 2012.
3. ↑  Sergio Villamizar. «Manollo Bellon: Una travesía por el rock y pop mundial». Consultado el 1 de mayo de 2012.
4. 1 2  «http://co.globedia.com/manolo-bellon-construccion-exito».
5. 1 2  «http://chapinews.wordpress.com/2008/11/11/el-patriarca-del-rock/».
6. ↑  «http://www.librosaguilar.com/co/libro/surcos-del-pop/». Archivado desde el original el 9 de julio de 2012. Consultado el 2 de mayo de 2012.
7. ↑  «http://www.youtube.com/watch?v=yTrPVWGtnYA».